# Богородский, Яков Алексеевич
Яко́в Алексе́евич Богоро́дский (1841, Нижегородская губерния — 1920, Казань) — богослов, профессор Казанской духовной академии.

## Биография
Родился 14 октября 1841 года[по какому календарю?] в селе Богородское, Макарьевского уезда Нижегородской губернии; по одним сведениям — в семье крестьянина, по другим — сельского пономаря.
В 1864 году окончил Нижегородскую духовную семинарию и поступил в Казанскую духовную академию. После окончания академии (1868) с 25 августа 1868 по 16 декабря 1870 года преподавал словесность в Казанской духовной семинарии. В этот период женился на Екатерине Михайловне Ястребовой (20.08.1852 — 25.07.1876) — дочери Михаила Ястребова, священника Вознесенской церкви; 27 октября 1870 года у них родился сын Алексей.
По прочтении двух пробных лекций «Об Аврааме», «Об идолопоклонстве евреев в период Судей» и по представлении труда «О фарисеях» он был избран 3 октября 1870 года доцентом по кафедре «Библейской истории в связи с историей древнего мира», а 16 декабря 1870 года утверждён в должности инспектора семинарии.  С 1873 года он временно преподавал в академии гражданскую историю.
В 1878 году он получил чин надворного советника.
Богородский был членом комиссии по объяснению непонятных слов в пророческих книгах. С 1882 году — экстраординарный профессор кафедры Библейской истории; 12 июня 1884 года за диссертацию «Еврейские цари», отмеченную  премией митрополита Макария, был удостоен степени доктора богословия. Как отмечалось в «Протоколах» заседания Совета академии, «история еврейских царей рассмотрена полно, всесторонне, строго научным образом».
С 30 января 1885 года состоял в звании ординарного профессора; был произведён в статские советники.
Много сил отдавал критическим отзывам на сочинения, представленные на соискание премии митрополита Макария.
В 1874—1881 годах он также преподавал русский язык в Родионовском институте благородных девиц.
Умер в Казани 31 июля 1920 года, похоронен на Арском кладбище, в семейном некрополе рядом с могилой жены Екатерины Михайловны. Позже здесь был похоронен сын Алексей, внучки Екатерина и Ксения. Могилы находятся на II пешеходной аллее. Многочисленные потомки  Богородского до сих пор живут в Казани. Часть из них — в двухэтажном деревянном особняке, построенном в швейцарском стиле в 1911 году Алексеем Яковлевичем Богородским, сыном Якова Алексеевича (дом № 42 улица Волкова).

## Сочинения
- Об идолопоклонстве евреев в период Судей // Православный собеседник. – 1871. – Ч. 2.
- К вопросу о ессеях // Православный собеседник. – 1873. – Ч. 3.
- Еврейские цари. – Казань: Тип. Имп. ун-та, 1884. – IV, 443с.
  -    2-е изд. – Казань: Центр, тип., 1906. – 7, 382 с.
- Соломон внебиблейский: Речь на торжественном годовом собрании Казанской Духовной Академии, 1884. – Казань: Тип. Имп. ун-та, Ценз. 1884. – 40 с.
- Что такое Библейская история? – СПб., 1889.
- К вопросу о библейской истории миротворения: (несколько замечаний на статью А. Архангельского «Библейская нисмшиния). – Казань: Тип. Имп. ун-та. 1890. – 67 с. – Отд. отт. из: Православный собеседник. – 1890.
- Об Иосифе, библейском Патриархе: Публичные лекции. – Казань: Тип. Имп. ун-та, 1891. – 65 с.
- Об Ироде (так называемом) Великом: Публичное чтение. – Казань: Типо-лит. Имп. ун-та, 1896. – 28 с. – Отт. из: Православный собеседник. – 1896.
- Происхождение человека, его природа, достоинство и назначение // Православный собеседник. – 1903. – Янв.–март.
- Первоначальное жилище человека на земле – рай в Едеме // Православный собеседник. – 1904. – Янв.–февр.
- Жизнь первозданных людей в раю // Православный собеседник. – 1904. – Сент.–окт.
- Начальные черты истории рода человеческого после грехопадения: Потомство Адама, его характер и судьба // Православный собеседник. – 1905. – Сент.–окт.
- Падение человека и его последствия // Православный собеседник. – 1905. – Янв.–дек.
- Начальные черты истории рода человеческого после потопа: Ной и его потомство. Вавилонское столпотворение и смешение языков) // Православный собеседник. – 1906. – Июнь–июль.
- Начало истории мира и человека по первым страницам Библии. – Казань: Центр, тип., 1906. – VIII, 442, XI с.
- Всемирный потоп // Православный собеседник. – 1906. Апр.– май.
- Странная апология: (Нечто о Л. Андрееве и его ценителях). – Казань: Центр, тип., 1909. – 20 с. – Отт. из: Православный собеседник.
- Митрополит Антоний (Вадковский) в Казанский период его жизни и деятельности. – Казань: Центр, тип., 1913. – 21 с.: портр.
- Дневник богослова Я. А. Богородского // «Казанские истории», №11-12, №13-14, 2004 год